# Calendrier étrusque
Le calendrier étrusque (le kalendae qui donnera les calendes chez les Romains) est d'abord un calendrier lunaire,. Comme beaucoup des informations qui nous sont parvenues sur leur civilisation, c'est par les inscriptions à destination rituelle que l'on a connaissance de leur calendrier.
L'année est de 304 jours, répartis en 38 « semaines » de huit jours (le dernier est consacré au marché). 
Selon certaines sources (Macrobe, Solin), cette année de 304 jours  est divisée en dix mois : quatre de 31 jours, et six de 30 jours.
Pour d'autres, ces 10 mois sont 5 mois de 29 jours et 5 de 30 soit 295 jours, soit : Primus, Secundus, Tertius, ... December (10e mois). L’année qui commençait à l’équinoxe de printemps avec le mois de Primus se prolongeait jusqu'à la nouvelle lune d'équinoxe de printemps en ajoutant des jours sans nommer de mois.

## La division du temps
- La journée de midi à midi (a contrario de minuit à minuit des Babyloniens et des Romains, et du coucher de soleil à l'autre des Grecs)[4].
- Les semaines, de huit jours pleins[5] y compris le jour du marché, (les nundines romaines).
- Des mois, sur le cycle lunaire, avec la césure de la pleine lune au milieu des itis ou itus (les ides que les Romains reprendront).
- Les années écoulées se manifestent par un clou planté dans le mur du temple de la déesse Nortia (repris par les Romains dans le temple de Jupiter capitolin).
- Les siècles de durée variable (jusqu'à 119 et 123 ans, dépassant la durée maximale de la vie humaine), dont chaque passage est soumis aux prodiges (la nation étrusque devant durer dix siècles) (Censor).

## Traces archéologiques
- La Tabula Capuana, calendrier religieux divisé en 10 mois[6].

### Quelques mots étrusques
| Étrusque        | Français             |
| --------------- | -------------------- |
| tin-            | Jour                 |
| θesan           | jour                 |
| uslane          | soir                 |
| tiur, tivr, tiu | mois, lune           |
| avil            | année                |
| ril             | à l'âge de           |
| Velcitna        | mars                 |
| Capr-           | avril                |
| Ampile          | mai                  |
| Acale           | juin                 |
| Hermi           | août                 |
| Celi            | septembre            |
| Chosfer         | octobre              |
| Masan, Masn     | (mois non déchiffré) |